# Jacques Suire
Jacques Suire (* 18. Februar 1942 in Talence) ist ein ehemaliger französischer Radrennfahrer und nationaler Meister im Radsport.

## Sportliche Laufbahn
Suire war Bahnradfahrer und Teilnehmer der Olympischen Sommerspiele 1960 in Rom. Dort startete er mit dem französischen Vierer (Marcel Delattre, Jacques Suire, Guy Claud und Michel Nédélec) und kam auf den 4. Platz in der Mannschaftsverfolgung.
Er startete auch bei den Olympischen Sommerspielen 1964 in Tokio. Die Mannschaft mit Robert Varga, Christian Cuch, Joseph Paré und Jacques Suire schied in der Qualifikation der Mannschaftsverfolgung aus.
Bei den Mittelmeerspielen 1963 in Neapel holte er die Silbermedaille in der Mannschaftsverfolgung. 1960 wurde er zweifacher Meister der Studenten im Bahnradsport in Frankreich. 1961 und 1962 gewann er jeweils den Titel im Sprint bei diesen Wettbewerben.
Als Amateur wurde Suire 1962 nationaler Meister im Sprint. Auch in der Mannschaftsverfolgung gewann er den Titel. Vize-Meister im Sprint wurde er 1969, Dritter 1960, 1964 und 1965. 1963 wurde er Unabhängiger. Bei den Profis wurde er 1969 Vize-Meister im Sprint.
1963 konnte er den Grand Prix Turin, den Grand Prix Moskau, den Grand Prix Tula und den Großen Preis von Berlin gewinnen. Im Grand Prix de Paris 1964 wurde er bei den Amateuren beim Sieg von Pierre Trentin Vierter.
Suire bestritt auch Straßenrennen, konnte als Junior und Amateur einige Siege feiern, blieb in Profirennen jedoch ohne Erfolg.